# René Deprez
René Deprez, né à Ans le 11 août 1923 et mort à Flémalle le 1er février 2015 , est un historien et résistant belge de même qu'un militant wallon.

## Biographie
Il entre rapidement dans la clandestinité dès la guerre venue au sein des Partisans armés. Il est arrêté à Liège le 14 mai 1943, enfermé à la prison Saint-Léonard puis envoyé au camp de concentration de Dachau. Il y survit et rentre à Liège le 14 mai 1945.
Il participe à une campagne intense contre le retour de Léopold III et à la préparation du Congrès national wallon de 1945. Il est licencié en histoire de l'Université de Liège en 1955, enseigne à l'École normale de Liège, participe à la Grève générale de l'hiver 1960-1961, dont il écrira l'histoire et rejettera son interprétation "wallonne". Cependant, il adhère au Mouvement populaire wallon, revendique le retour des Fourons à Liège, demande la constitution d'une commission économique pour examiner la question du canal Escaut-Rhin, demande des études sur les potentialités d'exploitations des charbonnages de Ans et Rocourt.
Il est élu conseiller communal d'Ans sur la liste du Parti communiste belge en 1964, mais rompt avec celui-ci en 1968 lors de l'invasion de la Tchécoslovaquie à la suite du Printemps de Prague.
Il est, avec Michel Hannotte, le fondateur de l'Institut d'histoire ouvrière, économique et sociale en 1979. Résistant, il présidera le Front de l'indépendance jusqu'en 1998. L'Encyclopédie du Mouvement wallon lui consacre une notice relativement fournie au Tome I, p. 472.